# Битва при Димбосе
Битва при Димбозе или Динбосе — битва между Османским бейликом и Византийской империей, произошедшая в 1303 году.

## Предыстория
После битвы при Бафеусе в 1302 году началось сосредоточение Османов в Анатолии в регионах, находившихся под властью Византии. Византийский император Андроник II Палеолог пытался заключить союз с монголами-ильханидами против османской угрозы. Не сумев заключить союз с Ильханидами, он решил атаковать османов во главе своей армии.

## Ход битвы
Битва известна только благодаря более поздним традициям, которые включают полулегендарные элементы и, следовательно, вероятно, больше отражают народные традиции, чем реальные исторические события. Согласно Теодору Спандунесу, «Димбос» (по-гречески) или «Динбоз» (происходящее от din bozmak, «изменение веры») был первым византийским городом, который пал под властью османов. Летописец 15-го века Ашикпашазаде заимствовал рассказы о другом сражении около Коюнхисара (Битва при Бафее) из других хроник и перенес их в окрестности Димбоса, чтобы составить свой отчет о «Битве при Динбозе».
Анатолийская армия Византийской империи состояла из сил местных гарнизонов, таких как Адранос (современный Орханели), Биднос, Кестель (современная деревня Эрдоган) и Кете (современная деревня Урунлю). Весной 1303 года византийская армия двинулась к Енишехиру, важному османскому городу к северо-востоку от Бурсы. Осман I победил их у перевала Димбос по дороге в Енишехир. В ходе сражения обе стороны понесли тяжелые потери: с османской стороны племянник Османа Айдогду, а с византийской — правители Кестеля и Димбоса.

## Результаты
Правитель Кете попытался сбежать в близлежащий форт Лопадий (современный Улубат). Но Осман арестовал и позже казнил его перед крепостью; впоследствии форт сдался.